# 克卢瑟
克卢瑟是德国下萨克森州的一个市镇。总面积25.27平方公里，总人口1534人，其中男性812人，女性722人（2011年12月31日），人口密度61人/平方公里。